# CHWDP (album)
CHWDP – dwudziesty album polskiego street punkowego zespołu The Analogs.
Na płycie znaleźli się też goście (choć tylko wokalnie) z zespołów Zbeer, Pleasure Trap i Anti Dread.
Tytuł płyty odnosi się do wulgarnego zwrotu przeciwko policji (zob. CHWDP), natomiast okładka zaprojektowana przez Maxa Skorwidera stanowi nawiązanie do loga Solidarności. Teksty utworów krytykują przemiany gospodarcze, nierówności społeczne i dotykają problemów, których unikają politycy i media.

## Lista utworów
1. Ballada o Ronim
2. Pierwszy dzień
3. Butelka pełna łez
4. Jedność i braterstwo
5. Rzeki Babilonu (+ Anti Dread)
6. Krzycząc z całych sił
7. Nasza droga życia (+Zbeer+Pleasure Trap)
8. Radiowozy
9. Ahoy Marynarzu
10. Żmija
11. Na bruku jak na dłoni
12. 1989
13. Stare tatuaże

Na limitowanej edycji znajdują się trzy bonusy:
1. Krzycząc z całych sił (akustycznie)
2. Niepokonany (oficjalna piosenka Damiana Janikowskiego)
3. I will never give up (oficjalna piosenka Janka Błachowicza)